# Ksaverivka, Cerneahiv
Ksaverivka (în ucraineană Ксаверівка) este localitatea de reședință a comunei Ksaverivka din raionul Cerneahiv, regiunea Jîtomîr, Ucraina.

## Demografie
Componența lingvistică a localității Ksaverivka
     Ucraineană (98,55%)
     Rusă (1,45%)
Conform recensământului din 2001, majoritatea populației localității Ksaverivka era vorbitoare de ucraineană (98,55%), existând în minoritate și vorbitori de rusă (1,45%).